# أدريان لوروا
أدريان لوروا (بالفرنسية: Adrien Leroy)‏ هو كاتب فرنسي، ولد في 2 يناير 1981 في باريس في فرنسا.

## وصلات خارجية
- أدريان لوروا على موقع الاتحاد الدولي للشطرنج (الإنجليزية)
- أدريان لوروا على موقع مباريات الشطرنج (الإنجليزية)
- أدريان لوروا على موقع 365Chess.com (الإنجليزية)
- أدريان لوروا على موقع Chesstempo.com (الإنجليزية)